# Doppler transcraniano
Doppler transcraniano é um tipo de exame médico diagnóstico ultra-sonografia. Avalia as velocidades de fluxo do sangue, nas principais artérias do cérebro.
As artérias examinadas são:
artérias cerebrais médias artérias cerebrais anteriores e posteriores artérias carótidas internas intracranianas artérias vertebrais artéria basilar artérias oftálmicas
É primariamente utilizado para ajudar na pesquisa e investigação de doenças vasculares cerebrais, como acidentes vasculares cerebrais isquêmicos, hemorragias intracranianas devido a rotura de aneurismas cerebrais, pesquisa de vasoespasmo intracraniano.
O uso como diagnóstico de morte cerebral, na avaliação do estado de parada circulatória cerebral, tem sido bastante difundido, pela facilidade de realização deste método diagnóstico em ambiente de UTIs, à beira do leito.
A avaliação de pacientes com Anemia falciforme, na indicação de necessidade de transfusões sanguíneas, é outro exemplo de excelente indicação clínica deste exame.